# Мулай ар-Рашид
Мулай ар-Рашид (араб. مولاي الرشيد; бл. 1631 — 9 квітня 1672) — 1-й султан Марокко з династії Алауїтів в 1667—1672 роках.

## Життєпис

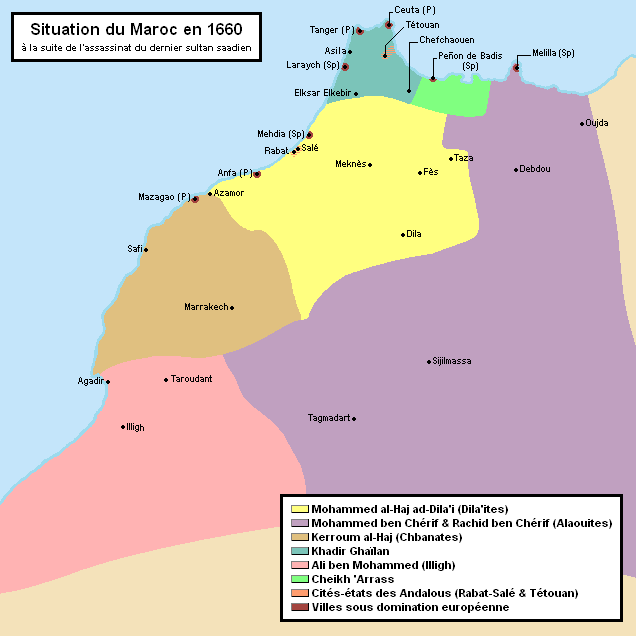
Володіння Мулай ар-Рашида у 1664 (позначено бузковим кольором)

Син Мулая Мухаммеда I, султана Тафілальта. Народився близько 1631 року в Сіджильмасі або Ріссані. після невдалого походу на Фес його брата Мухаммеда II повстав проти нього, але швидко зазнав поразки. Втім на північний захід Марокко. Намагався знайти союзників, але марно.
Зрештою знайшов підтримку в арабського племені маакіль, а згодом в берберів-снассен на сходжі. Його базою стало місто Уджда. За цим з засідки поблизу Тази захопив багатого єврейського купця Аарона бен Мехаала, якого вбив, а його гроші та крам розділив між союзниками. Це збільшило кількість його прихильників. Зі своїм військом підкорив арабські племена чергд.
Невдовзі встановив торгівельні стосунки з марсельськими купцями, що заклали факторію в Гассасі (поблизу Мелільї), в яких став купувати зброю. Завдяки цьому Ар-Рашид створив загін, озброєний мушкетами, придбав гармати.
У серпні 1664 в битві на плато Ангад переміг брата Мухаммеда II, що загинув. Слідом за цим Ар-Рашид стає султаном Тафілалету, попередивши спробу небожа Мухаммеда аль-Сагіра зайняти трон. Разом з тим той зайняв Сіджильмасу, а Мулай ар-Рашид отаборився в Уджді. Також невдалою стала спроба підкорити регіон Ер-Риф. Натомість у 1665 році після тривалої та запеклої боротьби Ар-Рашид захопив важливе місто Таза.
В подальшому став здійснювати грабіжницькі напади на півночі Марокко до міста Фес. Водночас після 9-місячної облоги захопив Сіджильмасу.
У квітні 1666 відбив ворожий напад на Тазу. Потім взяв в облогу Фес, але зазнав невдачі. Тому рушив проти шейха Абу мухаммеда Абдаллаха, правителя Ер-Рифа. останній отримував допомогу від іспанців і англійців. Втім Мулай ар-рашид завдав поразки супротивникові, що вимушений був підкоритися. В результаті область Ер-Риф була приєднана до володінь Алауїтів. За цим оголосив себе султаном Марокко.
У квітні 1667 знову взяв в облогу Фес. Спочатку йому вдалося захопити Нове місто, за цим підкорилися інші райони. Зрештою оголосив Фес столицею своєї держави та прийняв титул султана Марокко. Поступово навів лад в околицях Фесу, знищивши загони супротивнкиів.
Слідом за цим виступив проти Хадіра Гайлана, що був незалежним володарем на північному заході. Для цього султан зібрав військо у 40 000 вояків. Але Гайлан отримав суттєву допомогу від англійців. Тому Мулай ар-Рашид вирішив спочатку підкорити бунтівних берберів регіону Хабт. Армії султана вдалося швидко перемогти останніх, звідки Ар-Рашид вдерся до володінь Хадіра Гайлана, чого той не очікував. В рішучій битві біля Ель-Ксар-ель-Кебіра султан здобув перемогу, змусивши Гайлана втекти до Асіли. Спроба захопити це місто виявилася невдалою.
Іншою загрозою залишалося суфійське братство (завія) Діла, яке все ще було потужним. Тому Мулай ар-рашид виступив проти союзника Діли — берберського племен айт-вуллал, якому завдав рішучої поразки. Військо Діли перейшло у наступ, але у битві біля баб-Мерури (поблизу Феса) султан завдав йому поразки, після чого опанував важливим містом Тетуан. Потім придушив повстання колишнього союзника — племені снассен. Слідом за цим приборкав низку гірських племен.
У 1668 розпочав нову кампанію проти Діла. 18 червня у битві біля Батн-аль-Румман (Середній Атлас) Мулай ар-Рашид здобуває повну перемогу. За цим блокував і захопив фортецю Діла. Султан відмовився від репресій, переселивши лише вищих очільників завії до Фесу. Разом з тим розпустив завію та зруйнував їх фортеці. Султан пересулим до Фесу багатьох улама, що збагатили культурне життя столиці, особливо в галузі мовознавства. Родам аль-Бунані й аль-Фасі з Діли було надані релігійні посаді кадієв  та муфтіїв.
Наступним кроком стало підкорення півдня, де в Марракеші з 1659 правила династія аль-Шабані. Швидкий наступ султана змусив Абу-бакра ібн Абд аль-Каріма відступити, а потім здатися. 31 липня 1668 року було взято Марракеш. Мулай ар-Шаид наказав стратити усіх членів роду аль-Шабані. За цим зміцнив владу в Марракеші. Водночас Хадір гайлан втративши змогу опиратися загонам султана втік до Османського Алжиру.
Потім розпочав військову кампанію проти берберських племен в долині річки Умм-ер-Рбія, яких підкорив. Також встановлено зверхність над піратською республікою Сале.
У 1670 наказав карбувати нову монету рахідія. Також розпочав великі будівельні роботи в Фесі, який остаточно повернув собі статус столиці. Того ж року відновив владу в пашалику Тімбукту. Протягом 1670—1671 років після жорстокої й запеклої боротьби захопив регіон Сус, перемігши Абдаллаха Мухаммада, сина Сіді Алі )авія Іллі або Семлалітів). Було знищено фортецю Іллі. Заголом вбито більше 8 тис. ворогів. В результаті усе Марокко було об'єднано.

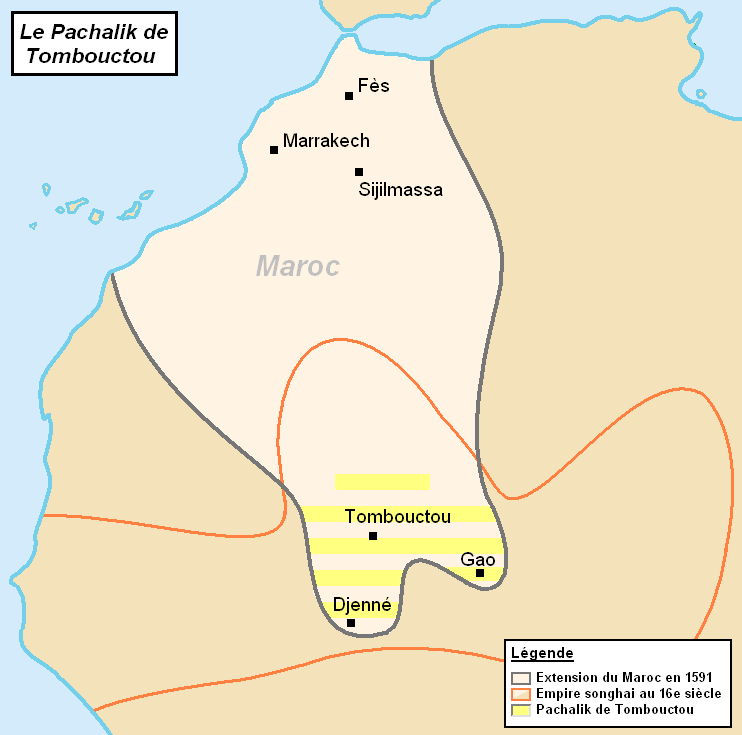
Володіння Мулай ар-Рашида на момент смерті

У 1671 наказав карбувати мідні монети фелус, робив спробив для пожвавлення торгівлі, але без значного успіху. 21 лютого 1672 отримав листа від французького короля Людовика XIV, в якому той визнавав Мулай ар-Рашида монархом Марокко. Того ж року придушив повстання небожа Мулай Мухаммеда в Марракеші. Невдовзі невдало впав з коня, після чого помер. Трон успадкував його брат Мулай Ісмаїл